# François Monguéhi
François Monguéhi – iworyjski piłkarz grający na pozycji obrońcy. W swojej karierze grał w reprezentacji Wybrzeża Kości Słoniowej.

## Kariera klubowa
W swojej karierze piłkarskiej Monguéhi grał w klubach Africa Sports National i ASEC Mimosas.

## Kariera reprezentacyjna
W reprezentacji Wybrzeża Kości Słoniowej Monguéhi zadebiutował w 1983 roku. W 1984 roku powołano go do kadry na Puchar Narodów Afryki 1984. Na tym turnieju zagrał w trzech meczach grupowych: z Togo (3:0), z Egiptem (1:2) i z Kamerunem (0:2).
W 1986 roku Monguéhi został powołany do kadry na Puchar Narodów Afryki 1986. Zagrał na nim w pięciu meczach: grupowych z Mozambikiem (3:0), z Egiptem (0:2) i z Senegalem (1:0), półfinałowym z Kamerunem (0:1) i o 3. miejsce z Marokiem (3:2). Z Wybrzeżem Kości Słoniowej zajął 3. miejsce w tym turnieju. W kadrze narodowej grał do 1989 roku.